# Embleem van Bhutan

Embleem van Bhutan

Het embleem van Bhutan (Wylie: rgyal-yongs las-rtags) bevat elk element van de vlag van Bhutan, namelijk de Chinese draak en de kleuren geel en oranje, aangevuld met symbolen uit het Boeddhisme. 
De omschrijving van het embleem luidt als volgt:
"Het nationale embleem, omringd door een cirkel, bevat twee vajra's die zich bevinden boven een lotusplant, rondom een juweel en omkaderd door twee Chinese draken. De bliksemschicht vertegenwoordigt de harmonie tussen de maatschappelijke en de religieuze krachten. De lotus symboliseert de zuiverheid, het juweel stelt de soevereine kracht voor en de twee draken vertegenwoordigen de naam van het land welke ze verkondigen met hun grote stem."
Afghanistan · Armenië · Azerbeidzjan · Bahrein · Bangladesh · Bhutan · Brunei · Cambodja · China: Volksrepubliek / Republiek (Taiwan) · Cyprus · Filipijnen · Georgië · India · Indonesië · Irak · Iran · Israël · Japan · Jemen · Jordanië · Kazachstan · Kirgizië · Koeweit · Laos · Libanon · Malediven · Maleisië · Mongolië · Myanmar · Nepal · Noord-Korea · Oezbekistan · Oman · Oost-Timor · Pakistan · Palestina · Qatar · Rusland · Saoedi-Arabië · Singapore · Sri Lanka · Syrië · Tadzjikistan · Thailand · Turkmenistan · Turkije · Verenigde Arabische Emiraten · Vietnam · Zuid-Korea

Afhankelijke gebieden: Hongkong · Macau

Betwiste gebieden: Noord-Cyprus